# جوليا هورتا
جوليا دو فالي هورتا (بالبرتغالية: Júlia Horta‏) (من مواليد 31 مارس 1994) عارضة برازيلية وحاملة لقب ملكة جمال التي توجت ملكة جمال برازيل 2019. وستمثل البرازيل في مسابقة ملكة جمال الكون 2019.

## مسيرتها
جوليا لها تاريخ طويل في مجال مسابقة ملكة الجمال. تنافست في البداية على مسابقة "ملكة جمال العالم ميناس جيرايس" حيث أصبحت في نهاية المطاف هي الفائزة ومثلت ولايتها في مسابقة ملكة جمال الوطن "ملكة جمال موندو 2015" ، التي تختار الممثل البرازيلي في ملكة جمال العالم ، لتصبح من بين 10 أفضل في دور نصف نهائي. ومع ذلك، بعد استقالة الفائز الأصلي، ورثت جوليا مركز الوصيف الرابع. في عام 2016 ، مثلت البرازيل في مسابقة "رينادو انترناسيونال دل كافي 2016 وأصبحت المركز الثاني. شاركت بعد ذلك في مسابقة "ملكة جمال موندو برازيل" مرة أخرى في عام 2017 ، ممثلة لمنطقة  زونا دا ماتا ، وأصبحت وصيفة المركز الثاني. مثلت البرازيل في  ملكة جمال السياحة الدولية 2017 وحصلت على المركز الرابع.

## ملكة جمال البرازيل 2019
في عام 2019 ، مثلت جوليا ولاية ميناس جيرايس في مسابقة ملكة الجمال الوطنية، ملكة جمال البرازيل 2019 التي عقدت في 9 مارس 2019 في مركز ساو باولو للمعارض والمؤتمرات في مدينة ساو باولو بالبرازيل. في نهاية الحدث، تم تتويج جوليا ملكة جمال برازيل 2019 من قبل حامل اللقب السابق مايرا دياس.

## روابط خارجية
- Official website
- جوليا هورتا على إنستغرام